# Yucamane
Der Yucamane, alternativer Name: Yucamani, ist ein Vulkan in der Provinz Candarave der Region Tacna im südwestlichen Peru. Die Höhenangaben zum Gipfel schwanken zwischen 5481 m und 5558 m. Das National Museum of Natural History nennt als Höhe 5495 m.

## Lage
Der Yucamane liegt in der Cordillera Volcánica, die Teil der peruanischen Westkordillere ist. Er befindet sich im Distrikt Candarave, 11 km nordnordöstlich der Provinzhauptstadt Candarave. Die Westflanke des Yucamane wird über den Río Callazas, die Ostflanke über dessen Nebenfluss Río Salado (auch Río Calientes) nach Süden hin zur Laguna Aricota entwässert. 25 km nordwestlich erhebt sich der Vulkan Tutupaca. Der Yucamane befindet sich am westlichen Rand des regionalen Schutzgebietes Vilacota Maure.
Der Yucamane bildet den südlichen Punkt eines aus drei Vulkanen bestehenden Komplexes. 2,4 km nordnordwestlich befindet sich der Cerro Calientes (⊙), 4,6 km nordnordwestlich der Cerro Yucamane Chico (⊙ „Kleiner Yucamane“). Beide Vulkane haben eine Höhe von ungefähr 5370 m.

## Geschichte
Der Yucamane ist ein andesitischer Schichtvulkan. Er ist Teil der zentralen Vulkanzone (engl. Central Volcanic Zone (CVZ)), einem Vulkangürtel, der durch die Subduktion der Nazca-Platte unter die Südamerikanische Platte entstand. Der Calientes-Yucamane-Vulkankomplex bildete sich im Pleistozän. Der Yucamane besteht hauptsächlich aus Lavaströmen und in geringerem Maße aus pyroklastischen Sedimenten. Der Krater ist noch gut erhalten und weist Fumarolen auf. Eruptionen fanden im späten Pleistozän sowie im Holozän statt. Der letzte nachgewiesene Ausbruch fand um das Jahr 1320 v. Chr. statt.

## Fauna und Flora
An den Hängen des Vulkans wachsen Sträucher der Gattungen Polylepis, darunter Polylepis besseri, und  Parastrephia. Zur Vogelwelt in der Region gehören das Schwarzbauch-Glanzschwänzchen (Metallura phoebe), die Buschammertangare (Phrygilus punensis) und der Rotstirn-Spitzschnabel (Conirostrum tamarugense).